# Otostigmus brunneus
Otostigmus brunneus är en mångfotingart som beskrevs av Chamberlin 1921. Otostigmus brunneus ingår i släktet Otostigmus och familjen Scolopendridae.
Artens utbredningsområde är Guyana. Inga underarter finns listade i Catalogue of Life.